# 八尾市立大正北小学校
八尾市立大正北小学校（やおしりつ たいしょうきた しょうがっこう）は、大阪府八尾市にある公立小学校。
八尾市の南西部を校区とし、校区の西側は大阪市平野区と接している。八尾空港周辺も校区に含まれる。
地下鉄谷町線八尾南駅の開業などで地域の宅地化が進み、児童数が増加したため、1988年（昭和63年）に八尾市立大正小学校・八尾市立龍華小学校の2校の校区を再編して開校した。八尾市の小学校としてはもっとも新しい学校である。

## 沿革
- 1988年4月1日 - 八尾市立大正北小学校として開校。

## 通学区域
- 八尾市 木の本、南木の本、西木の本、大字木の本、空港2丁目。

卒業生は基本的に八尾市立大正中学校に進学する。

## 交通
- Osaka Metro谷町線 八尾南駅 北へ約600m。
- 近鉄バス70番・近鉄八尾駅前 - 藤井寺駅「大正北小学校前」バス停下車。